# Saint-Laurent-de-Jourdes
Saint-Laurent-de-Jourdes ist ein westfranzösischer Ort und eine Gemeinde mit 196 Einwohnern (Stand: 1. Januar 2022) im Département Vienne in der Region Nouvelle-Aquitaine. Die Gemeinde gehört zum Arrondissement Montmorillon und zum Kanton Lussac-les-Châteaux. Die Einwohner werden Saint-Laurentais genannt.

## Lage
Saint-Laurent-de-Jourdes liegt etwa 27 Kilometer südöstlich von Poitiers. Umgeben wird Saint-Laurent-de-Jourdes von den Nachbargemeinden Dienné im Norden, Lhommaizé im Nordosten, Verrières im Osten, Bouresse im Süden und Südosten, Brion im Südwesten, Saint-Maurice-la-Clouère im Westen sowie Vernon im Westen und Nordwesten.

## Bevölkerungsentwicklung
| Jahr                      | 1962 | 1968 | 1975 | 1982 | 1990 | 1999 | 2006 | 2013 |
| Einwohner                 | 201  | 179  | 174  | 149  | 128  | 160  | 165  | 204  |
| Quelle: Cassini und INSEE |      |      |      |      |      |      |      |      |

## Sehenswürdigkeiten
- Kirche Saint-Laurent aus dem 19. Jahrhundert (siehe auch: Liste der Monuments historiques in Saint-Laurent-de-Jourdes)